# کوه اوروس
کوه اوروس (به لاتین: Aurus Mountain) یک کوه در نامیبیا است. کوه اوروس ۱٬۰۵۰ متر بالاتر از سطح دریا واقع شده‌است.